# 塞勒里希
塞勒里希是德国莱茵兰-普法尔茨州的一个市镇。总面积17.37平方公里，总人口297人，其中男性153人，女性144人（2011年12月31日），人口密度17人/平方公里。